# Stadion Gdańsk
Das Stadion Gdańsk (deutsch Stadion Danzig, durch Sponsoringvertrag offiziell Polsat Plus Arena Gdańsk) ist ein Fußballstadion in der an der Ostsee gelegenen Stadt Danzig (polnisch Gdańsk). Es wurde als eines von acht Stadien für die Fußball-Europameisterschaft 2012 errichtet. Der Fußballverein Lechia Gdańsk empfängt seine Gegner in der Arena. Das Stadion wird überwiegend von Lechia genutzt und bietet 41.620 überdachte Sitzplätze. Darunter sind 480 V.I.P.-Plätze in 37 Logen für 10, 20 und 24 Personen, 1383 Business-Seats und 66 rollstuhlgerechte Plätze plus ebenso viele für die Begleiter. Anfänglich rechnete man mit Baukosten von 730 Mio. PLN (169 Mio. €). Letztendlich summierte sich die Errichtung auf 864 Mio. PLN (200 Mio. €).

## Geschichte
Die Bauarbeiten begannen am 15. Dezember 2008, das Richtfest fand am 24. Juli 2010 statt. Die Fertigstellung erfolgte nach zweieinhalbjähriger Bauzeit im Juli 2011. Die Durchführung des Stadionbaus übernimmt das Architekturbüro RKW Rhode Kellermann Wawrowsky aus Düsseldorf. Das polnische Energieversorgungsunternehmen Polska Grupa Energetyczna S.A. (PGE) wurde am 10. Dezember 2009 Namensgeber für zunächst fünf Jahre bis zum 31. Dezember 2014 und ca. 35 Mio. Złoty. Vorher trug das Stadionprojekt den Namen „Baltic Arena“ (deutsch „Ostsee-Arena“). Der wegen seiner bernsteinfarbenen Fassade aus Polycarbonat häufig auch als „Bernsteinstadion“ bezeichnete fertige Stadionbau hat eine Länge von 236 m bei einer Breite von 203 m und 45 m Höhe. Das Grundstück hat eine Fläche von etwa 27 ha. Der Bau bietet eine Nutzfläche von 36.600 m². Es stehen 1.965 Parkplätze, darunter 360 V.I.P.-Plätze, zur Verfügung. Das Spielfeld besteht aus einem Hybridrasen.
Die Eröffnung war ursprünglich für den 9. Juni 2011 geplant. Als erstes Spiel in der damaligen PGE Arena war ein Freundschaftsspiel der Fußballnationalmannschaften Polens gegen die Franzosen angedacht. Am 23. Mai 2011 teilte der Polnische Fußballverband jedoch mit, dass das Stadion nicht rechtzeitig fertig werde und in seinem gegenwärtigen Zustand noch nicht den verlangten Sicherheitsanforderungen beider Fußballverbände entspreche, so dass die Begegnung kurzfristig ins Warschauer Stadion Wojska Polskiego verlegt werden musste. Rund ein Jahr vor Beginn der EURO 2012 übergab das Bauunternehmen Alpine Bau am 20. Juli die fertige PGE Arena Gdańsk an die Stadt Danzig.
Zur Eröffnung des Stadions Narodowy in Warschau war ein Test-Länderspiel zwischen Polen und Deutschland (2:2) am 6. September 2011 vereinbart worden. Dies wurde aber in die PGE Arena verlegt, da das Stadion in Warschau zum Spieltermin nicht fertig war.
Am 14. August 2011 wurde die Arena mit dem Ligaspiel Lechia Gdańsk gegen den KS Cracovia eröffnet.
Die Fußballarena in Danzig sollte am 27. Mai 2020 der Austragungsort des Endspiels der UEFA Europa League sein. Aufgrund der COVID-19-Pandemie wurde das Finale 2020 allerdings in Köln ausgetragen, sodass Danzig nun am 26. Mai 2021 Austragungsort des Endspiels war. Im Vorfeld der Austragung wurde die komplette Beleuchtung im sowie um die Spielstätte von Halogen- auf modernere LED-Lampen umgestellt. Neben der Flutlichtanlage wurden auch alle Leuchten im Stadionumlauf und auf den Parkplätzen auf die energiesparende Technik umgestellt. Die Umrüstung steigert die Energieeffizienz des Stadions und senkt die Wartungskosten durch die längere Haltbarkeit der LED-Lampen. Darüber hinaus wurde die Beschallungsanlage verbessert. Die Treppenhäuser im Stadion wurden vergrößert, um den Zugang bzw. Abfluss der Zuschauer aus dem Stadion Gdańsk zu erleichtern. Die Kosten der Maßnahmen übernahm die Stadt als Eigentümer. Bis 2022 sollen weitere drei Millionen Euro investiert werden.
Anfang September 2024 schlossen der Betreiber des Stadions, die Stadt und der polnische Fußballverband Polski Związek Piłki Nożnej (PZPN) eine Vereinbarung, um den Frauenfußball populärer im Land zu machen. Für drei Jahre finden die Heimspiele der polnischen Fußballnationalmannschaft der Frauen im großen Stadion von Danzig statt. Dies ist ein Teil des Plans des PZPN. Des Weiteren gehören die erfolgreichen Bewerbungen für die U-19-Fußball-Europameisterschaft der Frauen 2025 und die im Jahr darauffolgende U-20-Fußball-Weltmeisterschaft der Frauen dazu. Als weiterer Teil steht die Bewerbung um die Europameisterschaft der Frauen 2029, nachdem man scheiterte und die Schweiz für die EM 2025 gewählt wurde. Das erste Spiel in Danzig findet am 29. Oktober 2024, im Rahmen der Play-offs der Qualifikation zur EM 2025, gegen Rumänien statt. Der Verband hofft den Besucherrekord von 2021 mit 8011 Zuschauern gegen Belgien im Stadion Gdańsk zu brechen.

## Name
Das Stadionprojekt trug in der Planung den Namen Baltic Arena (deutsch Ostsee-Arena). Ende 2009 wurde das Energieversorgungsunternehmen Polska Grupa Energetyczna S.A. (PGE), Namenssponsor der Spielstätte. Ab dem 1. Januar 2010 galt der Name PGE Arena Gdańsk. Während der Fußball-Europameisterschaft 2012 erhielt das Stadion die werbefreie Bezeichnung Arena Gdańsk. Ende September 2015 wollte die PGE Gruppe den Namensvertrag nicht mehr verlängern. Ohne Sponsor hieß es kurzzeitig Stadion w Gdańsku Letnicy (deutsch Stadion in Danzig-Lauental). Anfang November 2015 wurde mit der Grupa Energa wieder ein Energieversorgungsunternehmen als Namenssponsor, für fünf Jahre, gewonnen. Jährlich zahlte Energa 4,5 Mio. PLN (1,05 Mio. €). Seitdem hieß das Stadion Stadion Energa Gdańsk. Im Oktober 2020 lief der Vertrag aus. Der Sponsor entschied sich im November des Jahres gegen eine Verlängerung der Vereinbarung. Am 21. Mai 2021 wurde der private Fernsehsender Polsat Namenssponsor des Danziger Stadions. Es trägt den Namen Polsat Plus Arena Gdańsk. Der Vertrag läuft über sechs Jahre und hat ein Volumen von 17 Mio. Złoty (rund 3,8 Mio. €).

## Fußball-Europameisterschaft 2012
Während der Europameisterschaft wurden in dem Stadion insgesamt vier Spiele ausgetragen. Darunter befanden sich drei Vorrundenspiele der Gruppe C und ein Viertelfinale.
| Datum         | Runde         | Heim        | Gast         | Ergebnis  |
| ------------- | ------------- | ----------- | ------------ | --------- |
| 10. Juni 2012 | Vorrunde      | Spanien     | Italien      | 1:1 (0:0) |
| 14. Juni 2012 | Vorrunde      | Spanien     | Irland       | 4:0 (1:0) |
| 18. Juni 2012 | Vorrunde      | Kroatien    | Spanien      | 0:1 (0:0) |
| 22. Juni 2012 | Viertelfinale | Deutschland | Griechenland | 4:2 (1:0) |

## Galerie

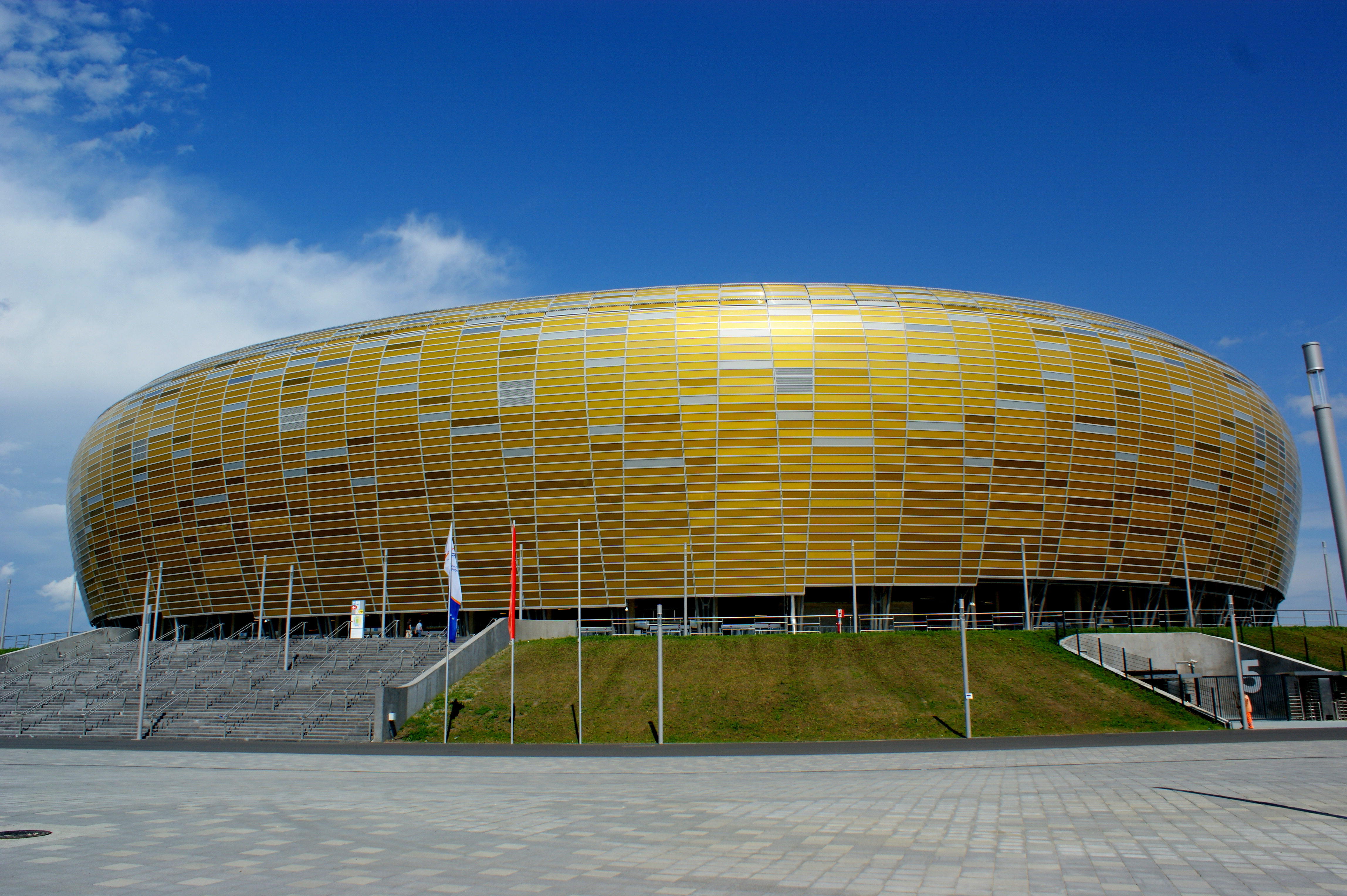
Außenansicht (November 2011)
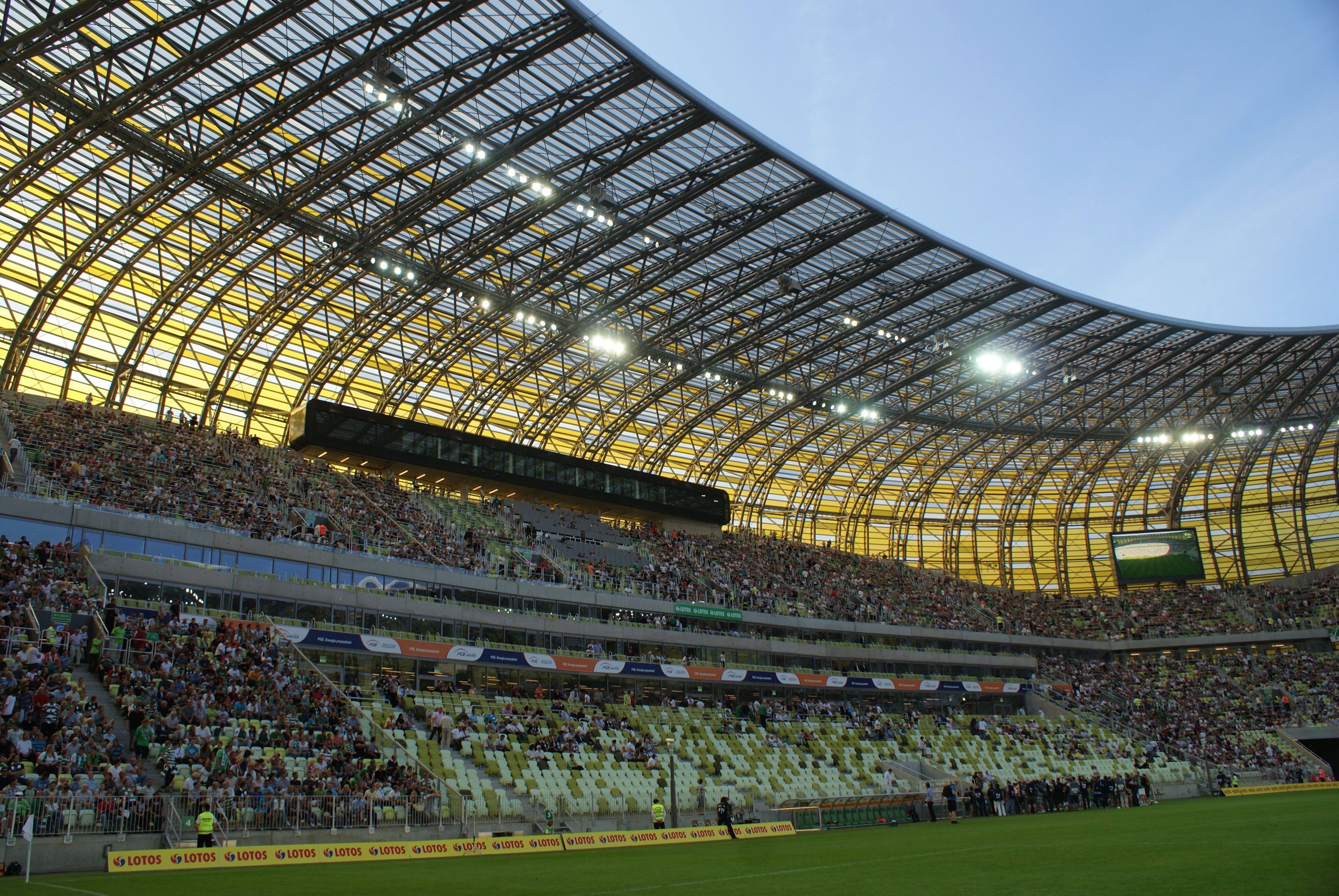
Innenraum des Stadions (November 2011)
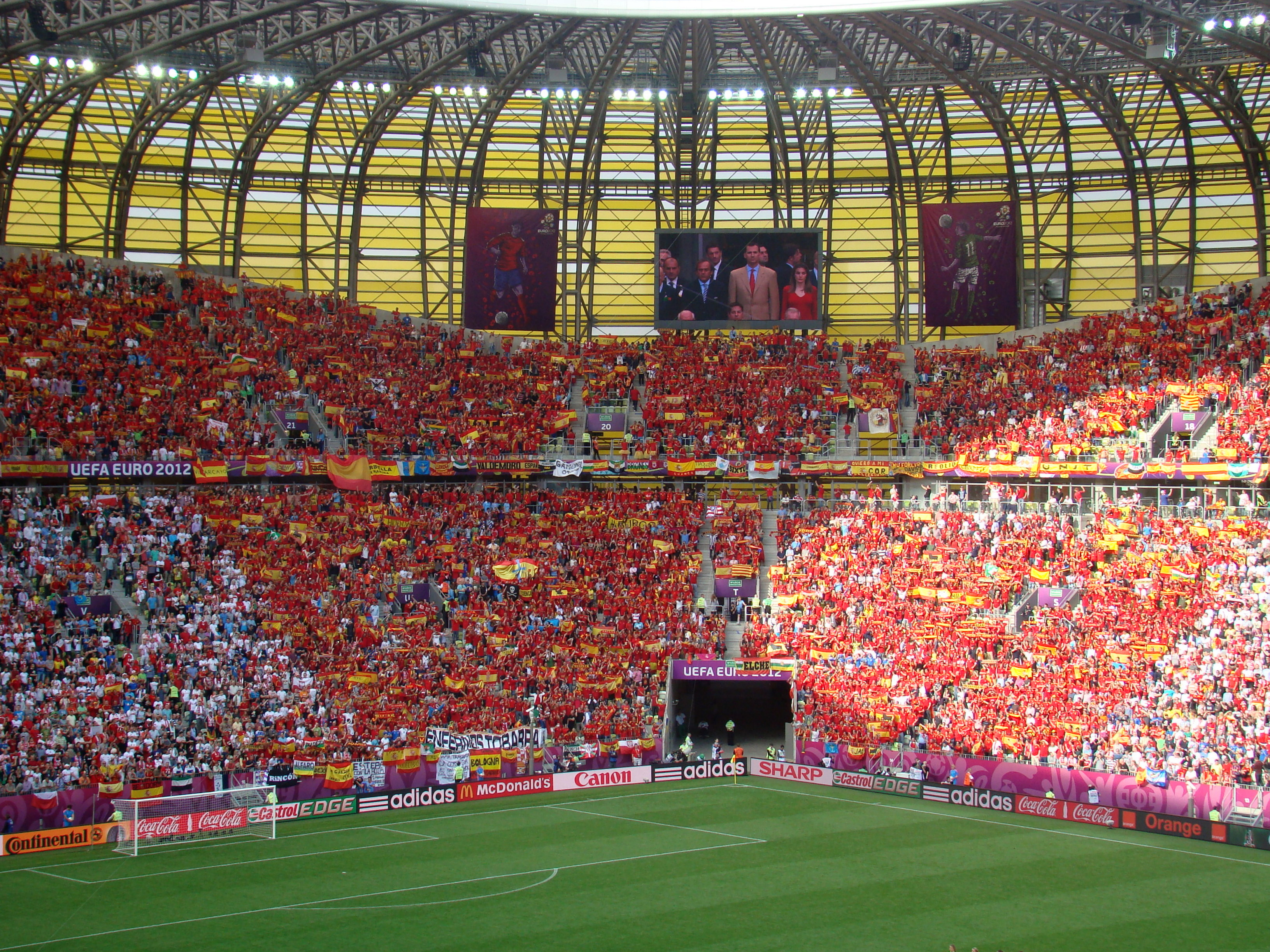
Spanische Fans beim EM-Spiel Spanien gegen Italien (Juni 2012)
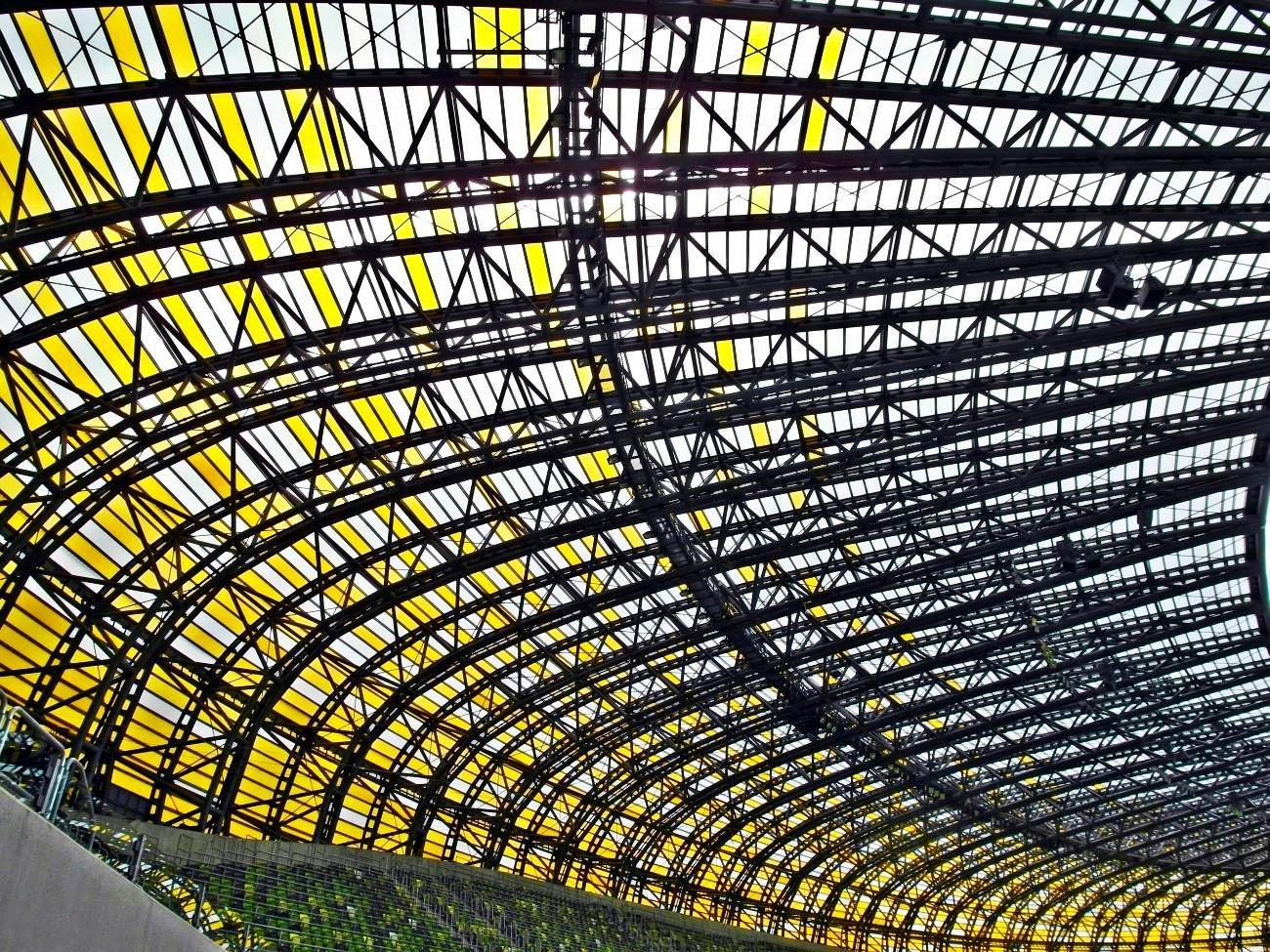
Die ineinander übergehende Fassaden-Dach-Konstruktion ist mit Teilen aus Polycarbonat gedeckt. (Juli 2012)
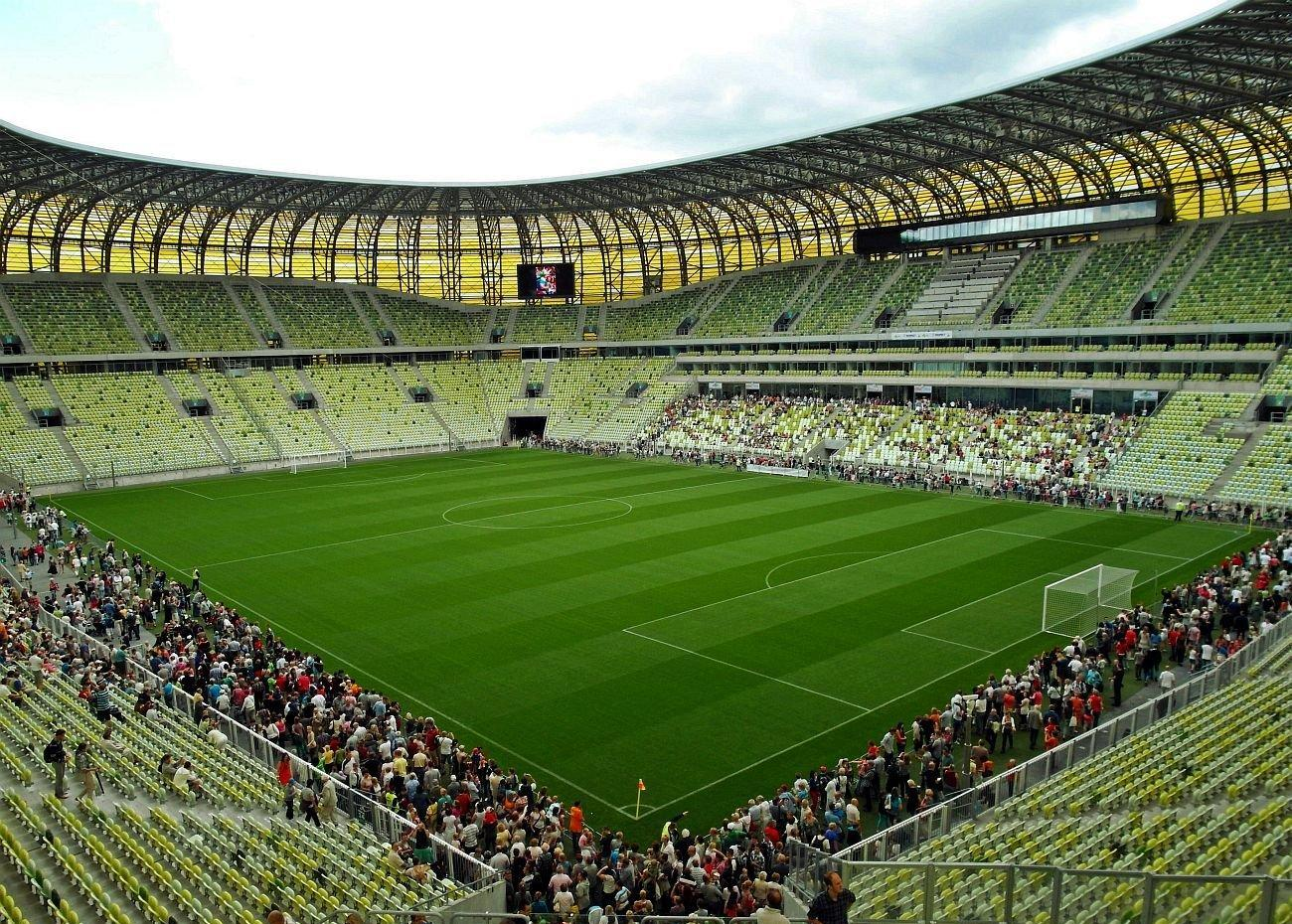
Blick in die Arena. (Juli 2012)